# Championnat de Turquie de football de deuxième division 2016-2017
 (octobre 2024).
Navigation
Ptt 1. Lig 2015-2016 Ptt 1. Lig 2017-2018
Le championnat de Turquie de football de deuxième division 2016-2017 est un championnat qui oppose des équipes de football de deuxième division turque en 2016-2017. Le championnat oppose dix-huit clubs en une série de rencontres jouées durant la saison de football.
Les deux premières places de ce championnat permettent d'accéder directement en Süper Lig la saison suivante. Les quatre équipes suivantes sont qualifiées pour les barrages de promotion, qui déterminent la troisième équipe promue.

## Classement
Mise à jour : mai 2017  
| Rang | Équipe                   | Pts  | J  | G  | N  | P  | Bp | Bc | Diff |
| ---- | ------------------------ | ---- | -- | -- | -- | -- | -- | -- | ---- |
| 1    | Sivasspor R              | 62   | 34 | 17 | 11 | 6  | 51 | 27 | +24  |
| 2    | Yeni Malatyaspor         | 61   | 34 | 18 | 7  | 9  | 47 | 40 | +7   |
| 3    | Eskişehirspor R          | 56-3 | 34 | 16 | 11 | 7  | 62 | 44 | +18  |
| 4    | Boluspor                 | 54   | 34 | 16 | 6  | 12 | 56 | 53 | +3   |
| 5    | Göztepe                  | 53   | 34 | 15 | 8  | 11 | 55 | 51 | +4   |
| 6    | Giresunspor              | 53   | 34 | 15 | 8  | 11 | 49 | 34 | +15  |
| 7    | Altınordu                | 53   | 34 | 14 | 11 | 9  | 45 | 37 | +8   |
| 8    | ÜmraniyesporP            | 48   | 34 | 12 | 12 | 10 | 42 | 38 | +4   |
| 9    | Balıkesirspor            | 42   | 34 | 10 | 12 | 12 | 56 | 48 | +8   |
| 10   | Elazığspor               | 41-6 | 34 | 12 | 11 | 11 | 43 | 35 | +8   |
| 11   | Denizlispor              | 40-3 | 34 | 11 | 10 | 13 | 46 | 45 | +1   |
| 12   | ManisasporP              | 39-3 | 34 | 11 | 9  | 14 | 47 | 53 | -6   |
| 13   | Büyükşehir Gaziantepspor | 37   | 34 | 9  | 10 | 15 | 37 | 46 | -9   |
| 14   | Adana Demirspor          | 36   | 34 | 8  | 15 | 11 | 47 | 51 | -4   |
| 15   | Samsunspor               | 36   | 34 | 9  | 9  | 16 | 27 | 46 | -19  |
| 16   | Şanlıurfaspor            | 36   | 34 | 9  | 9  | 16 | 38 | 46 | -8   |
| 17   | Bandırmaspor P           | 35   | 34 | 9  | 8  | 17 | 43 | 52 | -9   |
| 18   | Mersin İdman YurduR      | 26   | 34 | 6  | 11 | 17 | 35 | 71 | -36  |

Promotions et relégations
- Montée en Spor Toto Süper Lig 2017-2018
- Barrage de promotion pour Spor Toto Süper Lig 2017-2018
- Relégation en Spor Toto 2. Lig

Abréviations
R : Relégué de Spor Toto Süper Lig 2015-2016

P : Promu de Spor Toto 2. Lig

## Barrage de promotion

### Demi-finales 3-6
|  | Giresunspor | 3-3 | Eskişehirspor |  |  |
|  |             |     |               |  |  |

|  | Giresunspor | 0-1 | Eskişehirspor |  |  |
|  |             |     |               |  |  |

### Demi-finales 4-5
|  | Göztepe | 2-0 | Boluspor |  |  |
|  |         |     |          |  |  |

|  | Göztepe | 2-0 | Boluspor |  |  |
|  |         |     |          |  |  |

### Finale
| 4 juin 2017 | Eskişehirspor | 1-1    | Göztepe |                            |                            |
| 21 h 30     |               | (2-3p) |         | Antalya Stadyumu (Antalya) | Antalya Stadyumu (Antalya) |

## Sources
- Site officiel de la TFF